# Dichochrysa raedarii
Dichochrysa raedarii är en insektsart som beskrevs av Hölzel och Ohm 2000. Dichochrysa raedarii ingår i släktet Dichochrysa och familjen guldögonsländor. Inga underarter finns listade i Catalogue of Life.